# Sint-Gerardus Majellakerk (Nederweert-Eind)

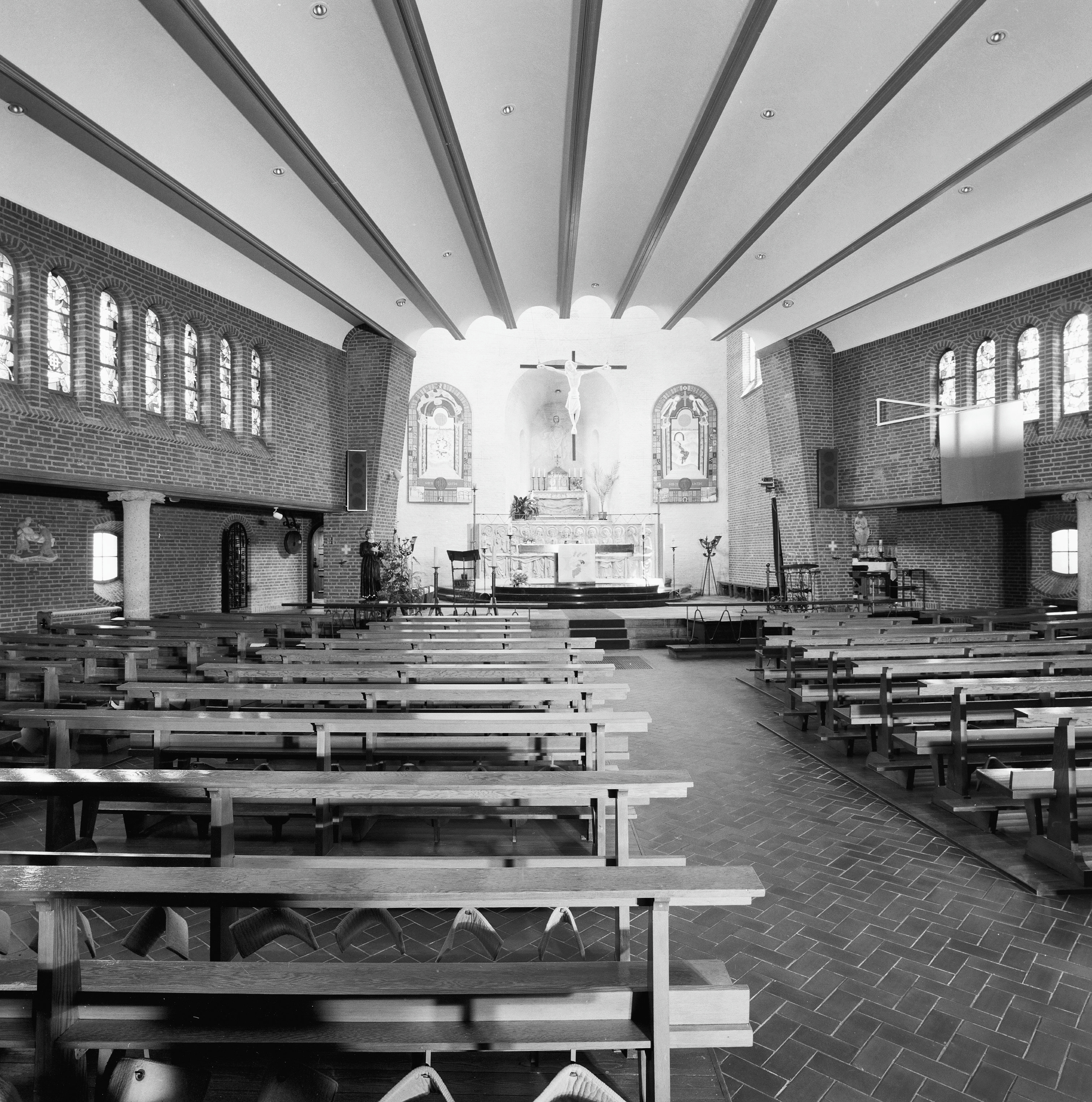
Interieur van de Sint-Gerardus Majellakerk

De Sint-Gerardus Majellakerk is de parochiekerk van Nederweert-Eind, gelegen aan Pastoor Maesplein 15.
Achter de kerk staat op de begraafplaats de Kerkhofkapel.
De kerk is gewijd aan de heilige Gerardus Majella.

## Geschiedenis
In 1935 splitste de parochie van Nederweert-Eind zich af van de Sint-Lambertusparochie te Nederweert. De architect Joseph Franssen werd gevraagd om een lagere school en een voorlopige kerk te ontwerpen. Aangezien er oorlog dreigde en Nederweert-Eind nabij de Peel-Raamstelling lag, werd de noodkerk niet gebouwd, maar de school kwam er wel, waar op zolder in 1941 een noodkerk werd ingewijd. Deze zolder werd eind 1944 beschadigd, doch hersteld.
In 1953 werd door een nieuwe pastoor de architect Pierre Weegels gevraagd om een moderner kerkgebouw te ontwerpen. Deze kerk werd in 1956 ingewijd.

## Gebouw
De kerk is een monumentaal bakstenen gebouw, en een voorbeeld van wederopbouwarchitectuur. Kenmerkend is de klokkentoren en een koepel boven het verhoogde koor. Inwendig valt de overwelving door een troggewelf op.
De kerk bevat tal van kunstwerken, veel ervan zijn vervaardigd door Cor van Geleuken en Daan Wildschut. Charles Eyck vervaardigde grotendeels de glas-in-loodramen.